# Neuschönau
Neuschönau er en kommune i Landkreis Freyung-Grafenau i Regierungsbezirk Niederbayern i den tyske delstat Bayern.

## Geografi
Kommunen ligger i Region Donau-Wald i Bayerischer Wald. Den grænser mod øst til Hohenau, mod vest til Sankt Oswald-Riedlhütte, mod syd til Grafenau (Niederbayern) og i nord til Nationalpark Bayerischer Wald, og den tjekkiske kommune Modrava (Mader). Grænsen til denne kommune kan på grund af naturbeskyttelse ikke passeres, trods ihærdige forhandlinger om at få åbnet traditionelle vandreveje.
I kommunen er der disse landsbyer og bebyggelser: Neuschönau, Schönanger, Altschönau, Waldhäuser, Grünbach, Forstwald, Katzberg.
Kunstnerlandsbyen Waldhäuser er med 1.000 moh. den højest beliggende landsby i Bayerischer Wald.
Lusen er med 1.375 moh. det højeste punkt i kommunen.